# Trichorhina mariani
Trichorhina mariani là một loài chân đều trong họ Platyarthridae. Loài này được Arcangeli miêu tả khoa học năm 1931.